# Girl Happy
 (novembre 2018).
Si vous disposez d'ouvrages ou d'articles de référence ou si vous connaissez des sites web de qualité traitant du thème abordé ici, merci de compléter l'article en donnant les références utiles à sa vérifiabilité et en les liant à la section « Notes et références ».
Albums de Elvis Presley
Roustabout (BO)
(1964) Harum Scarum (BO)
(1965)
Singles
1. Do the Clam
Sortie : 1965
2. Puppet on a String
Sortie : 1965

Girl Happy est un album studio du chanteur, musicien et acteur américain Elvis Presley, sorti en mars 1965 sur le label RCA Victor.

## Présentation
Cet album constitue la bande sonore du film éponyme (en français : La Stripteaseuse effarouchée), avec Elvis Presley dans le rôle principal. 
Les enregistrements se déroulent au studio Radio Recorders (en) d'Hollywood, à Los Angeles (Californie, États-Unis), du 10 au 12 juin 1964.
Girl Happy culmine à la huitième place du classement des meilleurs albums pop américains.
Il est certifié disque d'or aux États-Unis, le 15 juillet 1999, par la Recording Industry Association of America (RIAA) pour des ventes d'au moins 500 000 exemplaires.
Deux singles sont extraits de l'album (Do the Clam et Puppet on a String) mais sont éclipsés par le succès de la chanson, pourtant plus ancienne, Crying in the Chapel, étonnamment ressortie en single au même moment[réf. nécessaire].
Les bandes définitives sont transmises à RCA le 26 janvier 1965[réf. nécessaire].

## Liste des titres
| Édition originale | Édition originale                   | Édition originale                      | Édition originale | Édition originale | Édition originale | Édition originale | Édition originale | Édition originale | Édition originale |
| No                | Titre                               | Auteur                                 | Durée             |                   |                   |                   |                   |                   |                   |
| ----------------- | ----------------------------------- | -------------------------------------- | ----------------- | ----------------- | ----------------- | ----------------- | ----------------- | ----------------- | ----------------- |
|                   | Face A                              |                                        |                   |                   |                   |                   |                   |                   |                   |
| A1.               | Girl Happy                          | Doc Pomus, Norman Meade                | 2:07              |                   |                   |                   |                   |                   |                   |
| A2.               | Spring Fever                        | Bill Grant, Bernie Baum, Florence Kaye | 1:51              |                   |                   |                   |                   |                   |                   |
| A3.               | Fort Lauderdale Chamber of Commerce | Sid Tepper, Roy C. Bennett             | 1:30              |                   |                   |                   |                   |                   |                   |
| A4.               | Startin' Tonight                    | Lenore Rosenblatt, Victor Millrose     | 1:18              |                   |                   |                   |                   |                   |                   |
| A5.               | Wolf Call                           | Baum, Giant, Kaye                      | 1:27              |                   |                   |                   |                   |                   |                   |
| A6.               | Do Not Disturb                      | Baum, Giant, Kaye                      | 1:54              |                   |                   |                   |                   |                   |                   |
|                   | Face B                              |                                        |                   |                   |                   |                   |                   |                   |                   |
| B1.               | Cross My Heart and Hope to Die      | Ben Weisman, Sid Wayne                 | 1:51              |                   |                   |                   |                   |                   |                   |
| B2.               | The Meanest Girl In Town            | Joy Byers                              | 1:55              |                   |                   |                   |                   |                   |                   |
| B3.               | Do The Clam                         | Weisman, Dolores Fuller, Wayne         | 3:16              |                   |                   |                   |                   |                   |                   |
| B4.               | Puppet on a String                  | Tepper, Bennett                        | 2:40              |                   |                   |                   |                   |                   |                   |
| B5.               | I've Got to Find My Baby            | Byers                                  | 1:28              |                   |                   |                   |                   |                   |                   |
|                   | Titre bonus                         |                                        |                   |                   |                   |                   |                   |                   |                   |
| B6.               | You'll Be Gone                      | Elvis Presley, Charlie Hodge, Red West | 2:24              |                   |                   |                   |                   |                   |                   |
| 23:41             |                                     |                                        |                   |                   |                   |                   |                   |                   |                   |

| 13. | Puppet On a String (prises 5, 6, 7)               | 3:47 |
| 14. | The Meanest Girl in Town (prises 7, 8, 9)         | 3:55 |
| 15. | Spring Fever (prise 4)                            | 1:57 |
| 16. | Do Not Disturb (prises 24, 25, 26, 27)            | 6:07 |
| 17. | Cross My Heart and Hope to Die (prise 6)          | 2:05 |
| 18. | Girl Happy (prises 1, 2, 3, 4)                    | 7:05 |
| 19. | Puppet on a String (prise 10)                     | 2:48 |
| 20. | Spring Fever (prises 18, 19, 21)                  | 3:49 |
| 21. | The Meanest Girl in Town (prise 11)               | 2:26 |
| 22. | Do Not Disturb (prise 35)                         | 2:06 |
| 23. | Cross My Heart and Hope to Die (prises 9, 10, 11) | 4:00 |
| 24. | Girl Happy (prise 13 et fin de prise 4)           | 3:08 |

## Crédits
| - Elvis Presley : chant - Bob Moore : basse - Buddy Harman, D.J. Fontana, Frank Carlson : batterie - Harold Bradley, Scotty Moore, Tiny Timbrell, Tommy Tedesco : guitares - Grady Martin : guitare, vibraslap - Floyd Cramer : piano - Boots Randolph : saxophone, vibraslap - The Jordanaires, The Carole Lombard Trio, The Jubilee Four, Millie Kirkham : chœurs | - Production : George Stoll - Production (compilation) : Ernst Mikael Jorgensen, Roger Semon - Ingénierie : Bill Porter, Dave Weichman - Mastering : Vic Anesini, Lene Reidel - Photographie : Chris Giles, JAT Publishing, Joseph A. Tunzi, Sören Szameitat, The Eyeball Collection - A&R : Steve Sholes |